# Buddleja forrestii
Espèce
Classification APG III (2009)
Buddleja forrestii est une espèce de Buddleja appartenant à la famille des Buddlejaceae, nommée d'après le botaniste George Forrest (1873-1932) qui la découvrit en 1904 dans le Yunnan et l'introduisit en Europe,. Cette espèce est largement distribuée de l'Inde septentrionale à la Chine occidentale.

## Taxonomie
Cette espèce a été étudiée par Ludwig Diels en 1912.
Synonymes
- Buddleja cooperi W.W.Sm.
- Buddleja forrestii var. gracilis Lingelsh.
- Buddleja henryi Rehder et E.H.Wilson
- Buddleja henryi var. glabrescens C.Marquand
- Buddleja latiflora S.Y.Pao
- Buddleja limitanea W.W.Sm.
- Buddleja longifolia Gagnep.
- Buddleja pterocaulis A.B.Jacks.
- Buddleja subherbacea Keenan
- Buddleja taliensis W.W.Sm.

## Description

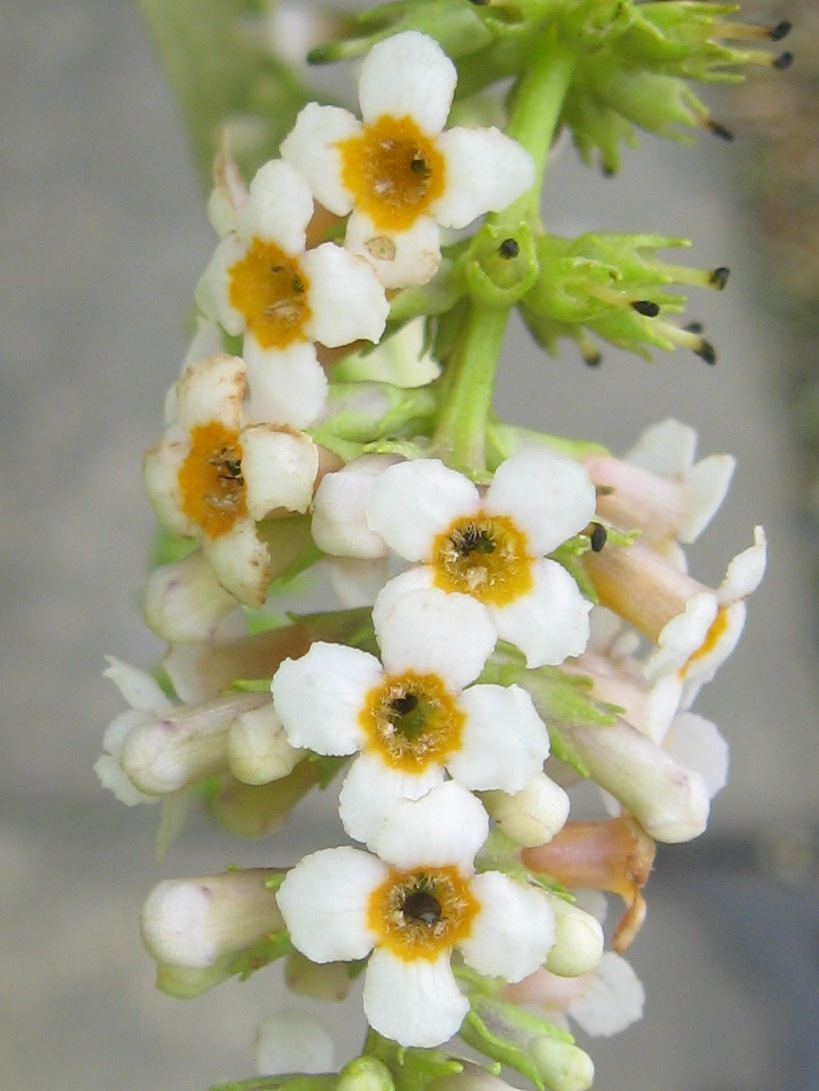
Inflorescence de B. forrestii

Buddleja forrestii peut croître jusqu'à six mètres de hauteur dans son habitat naturel. Ce buddléia se distingue par ses longues panicules terminales qui mesurent jusqu'à vingt-cinq centimètres de longueur. Ses fleurs presque sans parfum qui fleurissent à la fin de l'été peuvent varier du mauve au blanc,. Ses branches tétragones portent des feuilles lancéolées et opposées, jusqu'à vingt-cinq centimètres de longueur. Le dessous est recouvert de poils d'un rouge brunâtre 2n = 114.
.

## Culture
En Europe, Buddleja forrestii apprécie plutôt les régions méditerranéennes. Dans les zones situées plus au nord, il doit être planté près d'un mur orienté au sud, ou abrité en serre en hiver, au nord de la France.